# Jean-Augustin Germain
Pour les articles homonymes, voir Germain.
Jean-Augustin Germain (né à Beaucaire le 12 février 1839, mort le 1er juin 1928 à Toulouse) fut archevêque de Toulouse.

## Biographie
Jean-Augustin Germain est ordonné prêtre à Nîmes le 21 mars 1863. Il devient curé de l'église Saint-Baudile et aumônier de l'hôpital de Nîmes.
Il est nommé évêque de Rodez en 1897 et est consacré le 10 août de la même année par Félix Béguinot avec comme co-consécrateurs Frédéric Fuzet et Jean-Marie-François Lamouroux. Il est nommé archevêque de Toulouse en 1899.
Il entre à l'Académie des Jeux floraux en 1905.
Il est inhumé dans la cathédrale de Toulouse (déambulatoire sud, chapelle Saint-Augustin).

## Succession apostolique
Jean-Augustin Germain a ordonné les évêques suivants :
- Évêque Amédée-Jean-Baptiste Latieule (1898)
- Cardinal Paulin-Pierre Andrieu (1901)
- Évêque Pierre-Lucien Campistron (1904)
- Évêque Paul-Félix Beuvain de Beauséjour (1904)
- Évêque Raymond Dominique Carrerot (de), O.P. (1912)
- Évêque Pierre Marceillac (1916)
- Évêque Jean Raynaud (1916)
- Évêque Marcelin-Charles Marty (1919)
- Évêque Louis-Marie Ricard (1923)
- Évêque Charles Challiol (1925)

## Armes
| Blason | Blasonnement : D'azur au Saint-Augustin d'argent, vêtu d'or, tenant de la dextre un cœur enflammé de gueules, posé sur une terrasse de sinople, au franc-canton dextre d'argent chargé d'une palme de sinople en barre. |